# En el viejo Arizona
En el viejo Arizona (In Old Arizona) es un western de 1929 dirigido por Irving Cummings y Raoul Walsh, nominado para cinco premios Oscar, incluyendo el de mejor película. El film, que está basado en el personaje de Cisco Kid de la historia corta The Caballero's Way de O. Henry, supuso una gran innovación en Hollywood ya que fue el primer western que usó la nueva tecnología del cine sonoro y filmado en exteriores. La película utilizó espacios naturales, rodando en los parques nacionales de Bryce Canyon y Zion de Utah y en la Misión San Fernando Rey de España y el desierto de Mojave en California. 
En el viejo Arizona fue también una película que desarrolló el género instrumental con la aparición de un cowboy cantante, con la estrella Warner Baxter cantando My Tonia. Baxter ganaría el premio Óscar al mejor actor por esta interpretación. Otros actores fueron Edmund Lowe, Dorothy Burgess y J. Farrell MacDonald.
Raoul Walsh fue el encargado de dirigir la película aunque tuvo que sustituirlo Irving Cumming, ya que Walsh tuvo un accidente con un jeep durante el rodaje. 

## Reparto
- Warner Baxter: Cisco Kid
- Edmund Lowe: Sargento Mickey Dunn
- Dorothy Burgess:Tonia Maria

## Premios

### Oscar 1929
| Categoría                     | Persona                     | Resultado  |
| ----------------------------- | --------------------------- | ---------- |
| Óscar a la mejor película     |                             | Candidato  |
| Óscar al mejor actor          | Warner Baxter               | Ganador    |
| Óscar a la mejor dirección    | Irving Cummings             | Candidato  |
| Óscar al mejor guion adaptado | Tom Barry                   | Candidato  |
| Óscar a la mejor fotografía   | Arthur Edeson Lawrence Jost | Candidatos |